# 亚历山大·瞿鲁巴

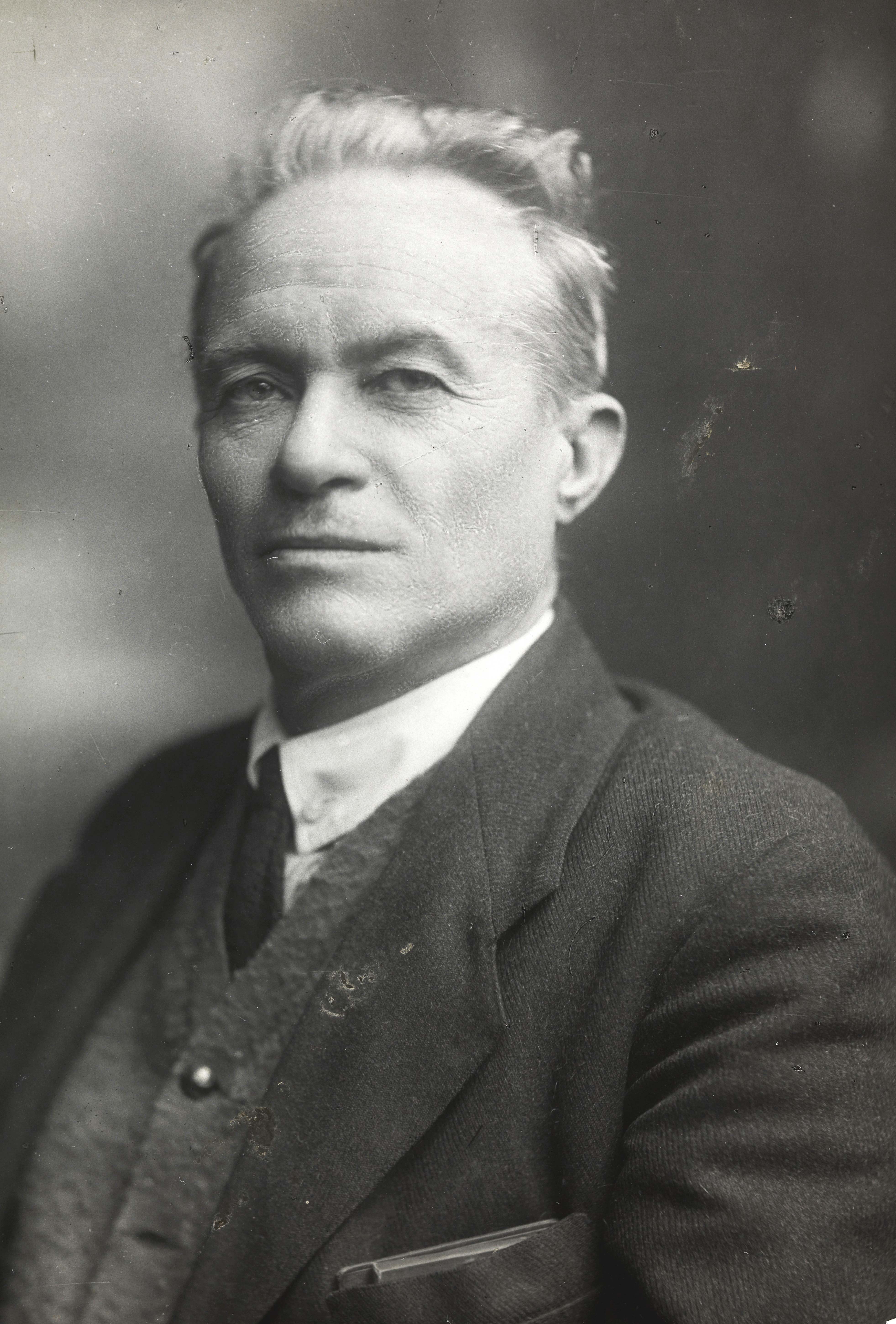
亚历山大·瞿鲁巴

亚历山大·德米特里耶维奇·瞿鲁巴（俄语： 1870年9月19日—1928年5月8日）苏联共产党政治家，生于奥列什基，1898年加入俄国社会民主工党，1918年至1921年担任苏俄粮食人民委员，苏联中央执行委员会一至四届成员。1923年至1928年为苏联共产党中央委员会成员。瞿鲁巴于1918年5月13日在苏俄引入了食品专政，并组织了征粮队。1922年至1923年担任工农检查院人民委员。1923年至1925年担任苏联国家计划委员会主席。1928年在克里米亚福罗斯附近治疗期间死于心脏病发作。乌克兰城市奥列什基在1928年至2016年间以他的名字命名为秋魯平斯克。

## 相关影视作品
1939年电影《列宁在1918》中，粮食人民委员瞿鲁巴在列宁的办公室中向列宁汇报时晕倒。